# Рудольф Кольбек
Рудольф Кольбек (нім. Rudolf Kolbeck; 24 березня 1889, Регенсбург — 12 вересня 1965, Ландсберг-ам-Лех) — німецький офіцер, оберст резерву вермахту, доктор стоматології. Кавалер Лицарського хреста Залізного хреста з дубовим листям.

## Біографія
Учасник Першої світової війни. В 1919 році демобілізований, працював стоматологом. 1 квітня 1937 року повернувся на службу і зарахований в 61-й піхотний полк. З 1939 року — командир батальйону 316-го піхотного полку. Учасник Французької кампанії і німецько-радянської війни. З початку 1943 року — командир 316-го гренадерського полку. Відзначився в боях під Ленінградом і на Волхові. У вересня 1944 року полк був розгромлений, а його рештки вивезені в Німеччину. З кінця 1944 року воював на Західному фронті і в травні 1945 року здався американським військам.

## Нагороди
- Залізний хрест 2-го і 1-го класу
- Нагрудний знак «За поранення» в чорному
- Почесний хрест ветерана війни з мечами
- Застібка до Залізного хреста
  - 2-го класу (23 грудня 1939)
  - 1-го класу (9 липня 1940)
- Штурмовий піхотний знак в сріблі
- Медаль «За зимову кампанію на Сході 1941/42»
- Лицарський хрест Залізного хреста з дубовим листям
  - лицарський хрест (20 квітня 1943)
  - дубове листя (№ 403; 22 лютого 1944)